# Špendlík

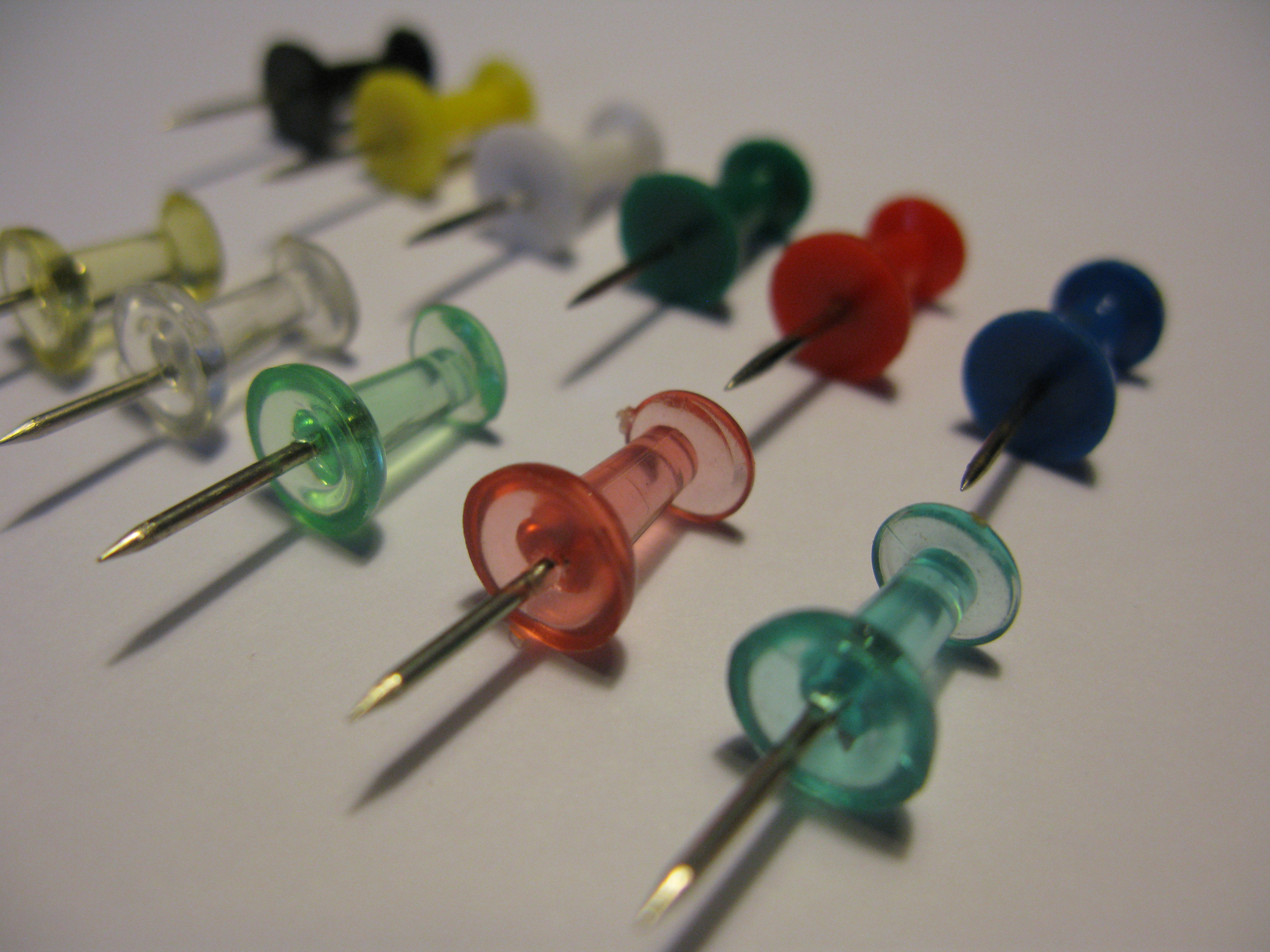
Špendlíky

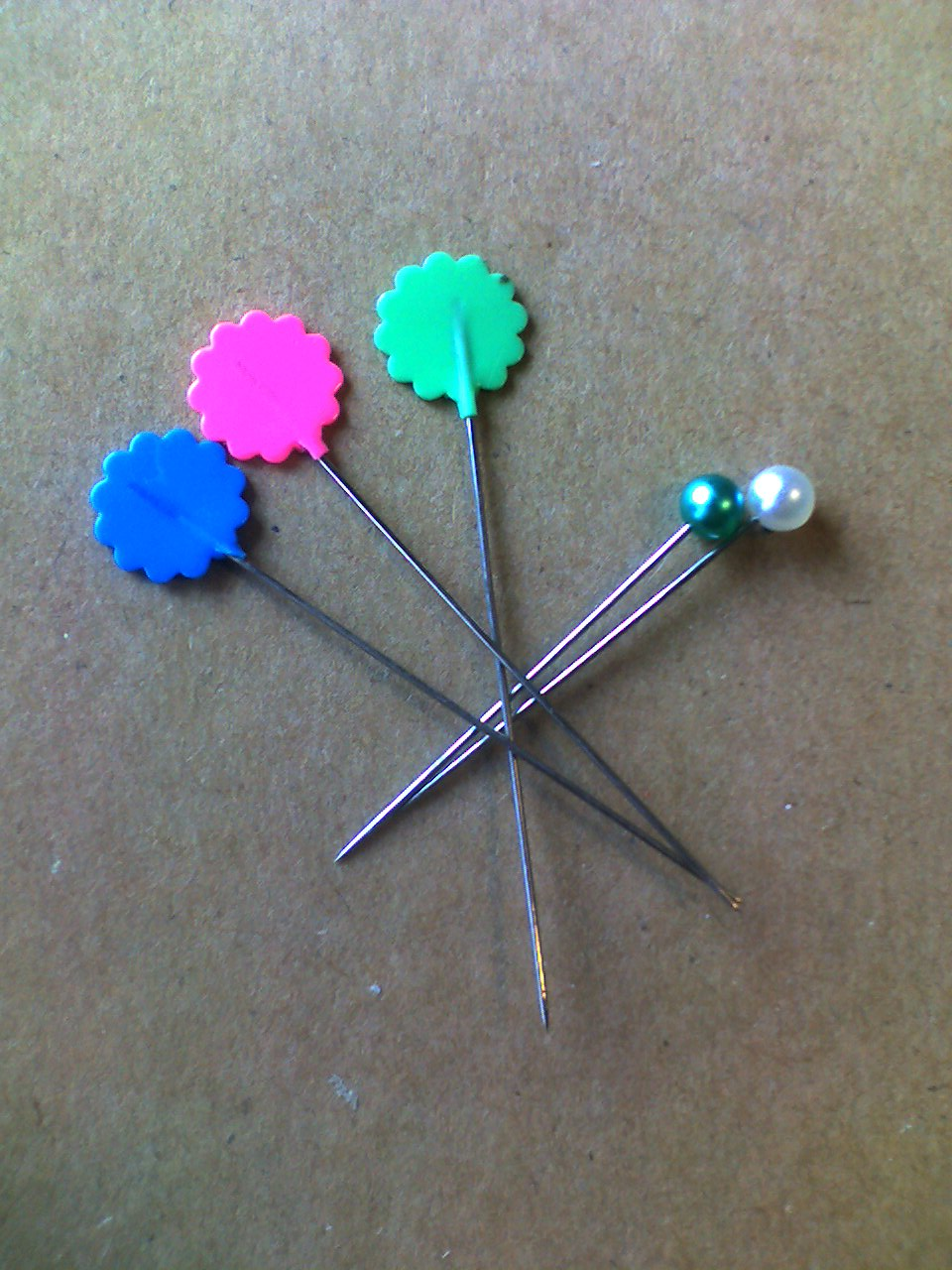
Různé druhy špendlíků

Špendlík je drobný předmět všední denní potřeby užívaný zejména v krejčovství a v kancelářské praxi. Slovo pochází z německého Spendel, a to z latinského spinula.

## Popis
Jedná se o tenký ocelový drátek na jednom konci opatřený hrotem, na opačném konci vybavený hlavičkou pro snadný úchop. Používá se pro vzájemné spojování plochých tenkých předmětů (v krejčovství se tato činnost nazývá špendlení).
Špendlíky se vyrábějí v různých velikostech a provedeních. Liší se především hlavičkou, která může být pestře zabarvená a ergonomicky vytvarovaná. Špendlíky se dají koupit jak v papírnictví tak v prodejnách s galanterními potřebami pro krejčí a švadleny.

### Spínací špendlík

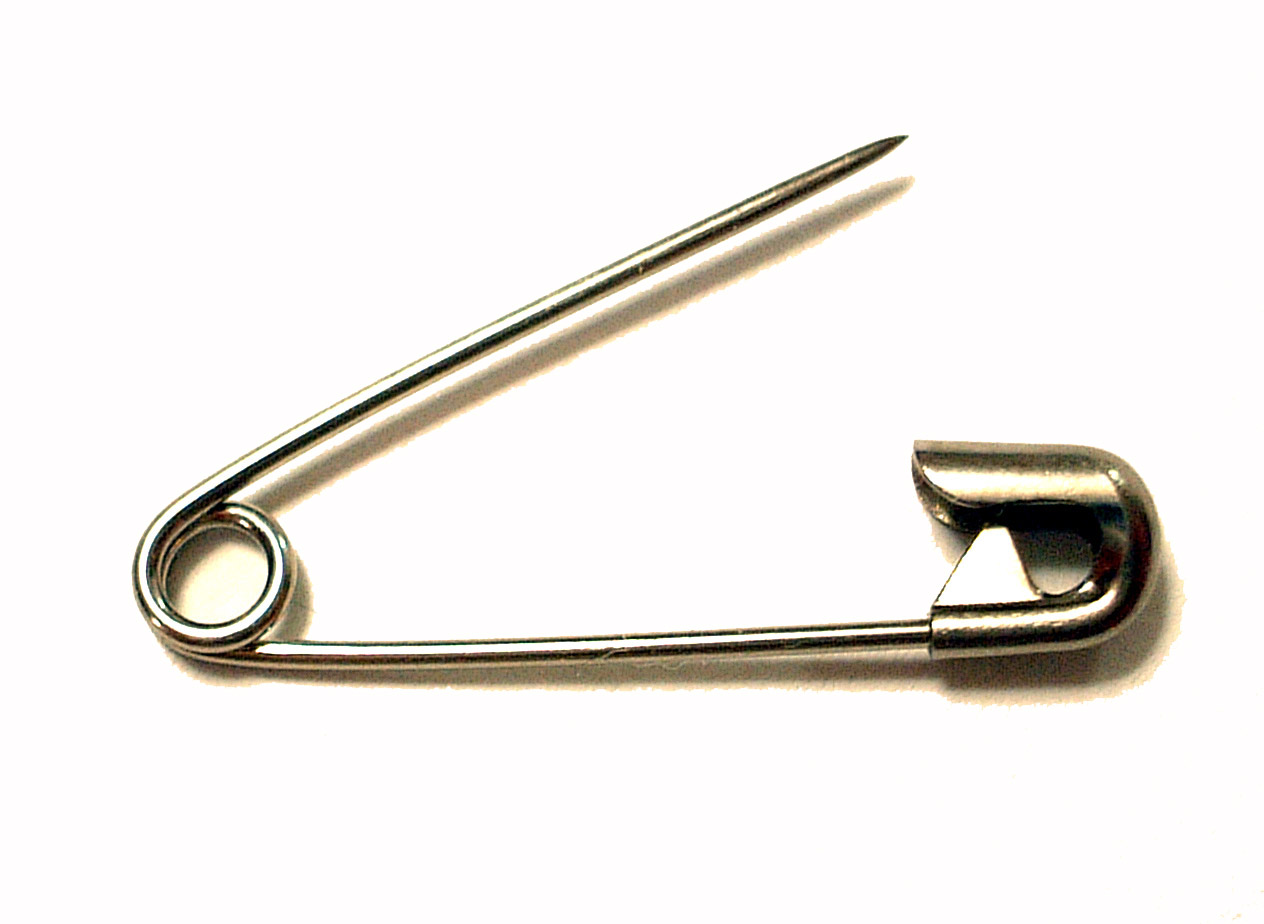
Spínací špendlík

Zavírací, neboli spínací špendlík je lidově nazýván „zicherka“ nebo „zichrhajcka“ (z německého Sicherheitsnadel). Je-li jeho hrot zasunut za kryt (pochvu) v protější části špendlíku, je neškodný a nemůže se uvolnit.

### Entomologické špendlíky
Špendlíky, které slouží k napichování hmyzu, jsou rozmanité. Jejich hroty bývají velmi ostré, aby špendlík snadno probodnul pevnou chitinovou vnější kostru členovců a přitom ji příliš nepoškodil (nezpůsobil její prasknutí).
Bývají obvykle tak ostré, že je lze bezbolestně zapíchnout mělce do kůže. Přitom špendlíky v jedné entomologické sbírce mohou být různě velké, pro různé exempláře hmyzu může být vhodná jiná velikost. Entomologické špendlíky mají celkem 10 velikostí. Vyrábějí se v různých provedeních, ale nejčastěji černě lakované, se zlatou hlavičkou, která bývá obvykle velmi malá a nepatrná. Na některém hmyzu dokonce ani není vidět. Vyrábí se též nerezové entomologické špendlíky, tzv. „stříbrné“.